# Остаповка (Варвинский район)
Оста́повка (укр. Остапівка) — село, расположенное на территории Варвинского района Черниговской области (Украина) в 15 км от районного центра на берегу реки Рудка.
В Остаповке находится бывшая центральная усадьба колхоза им. Куйбышева, за которым закреплено 2449 га сельскохозяйственных угодий, в т. ч. 2300 га пахотной земли. Хозяйство специализируется па производстве мяса свинины. Выращивают также зерновые и технические культуры. За высокие показатели в развитии сельскохозяйственного производства награждены были 22 передовика орденами и медалями СССР. Комбайнеру А. Н. Даценко присвоено звание Героя Социалистического Труда; ордена Ленина и Трудового Красного Знамени удостоен/259/ председатель колхоза Г. Н. Кебенко, ордена Трудового Красного Знамени — механизаторы А. Я. Гончар и И. М. Лисовой, животновод А. Г. Лисовая, звеньевые Л. И. Лисовая и А. Т. Федоренко, доярка Т. Ф. Бородай (в 1972—1974 гг. была участником ВДНХ СССР).

## История
- Вблизи сел Боханов, Кухарка, Хортица расположены курганы эпохи бронзы (III тысячелетие до н. э.).

- Остаповка основана во второй половине XVII в. и входило в 1-ю Варвянскую сотню.
- После отмены в 1781 году полкового устройства входило в  Глинский уезд,  Черниговское наместничество, Российская Империя[1]
- Есть на карте 1787 года[2]

- В 1862 году во владельческом и козачем селе Оста́повка были церковь, завод и 302 двора где проживало 1728 человек (856 мужского и 862 женского пола)[3]

- В 1911 году в селе Оста́повка проживало 2556 человек (1271 мужского и 1285 женского пола) была Благовещенская[4][1] церковь , земская и церковно-приходская школы.[5]

- Советская власть установлена в январе 1918 г.
- На фронтах Великой Отечественной войны сражались 400 жителей села, 99 из них награждены орденами и медалями СССР, 177 — отдали жизнь за свободу и независимость Родины. В центре села в 1965 г. сооружен обелиск в честь воинов-односельчан, павших за свободу Родины. Воздвигнуты 2 памятника мирным жителям, погибшим в период немецко-фашистской оккупации.

- Согласно  переписи УССР 1989 года чисельність наявного населения села состаяла 703 человек, ихз которы 291 мужчина и 412 женщин.

- По переписи населения Украины 2001 года в селе жило 686 человек.